# ملفين كون
ملفين كون (بالإنجليزية: Melvin Cohn)‏ هو عالم كيمياء حيوية وعالم أحياء دقيقة أمريكي، ولد في 28 مارس 1922 في نيويورك في الولايات المتحدة، وتوفي في 23 أكتوبر 2018 في سان دييغو في الولايات المتحدة.